# Michel Blavet
Michel Blavet (Besançon, 1700. március 13. – Párizs, 1768. október 28.) francia fuvolavirtuóz és zeneszerző. A kortárs feljegyzések szerint kiváló fuvolaművész volt. A zenét autodidakta módon sajátította el, és a fuvolán a szokásostól eltérően balkezes fogással játszott.